# Jalasjärvi
Jalasjärvi è stato un comune finlandese di 8 127 abitanti (dato 2012), situato nella regione dell'Ostrobotnia meridionale. A partire dal 1º gennaio 2016 fu aggregato al comune di Kurikka. 

## Amministrazione

### Gemellaggi
- Baragiano

## Villaggi
Alavalli, Hirvijärvi, Ilvesjoki, Jalasjärvi, Jokipii, Keskikylä, Koskue, Luopajärvi, Sikakylä, Taivalmaa and Ylivalli.